# 安东尼·戈莱奇
安东尼·保罗·戈莱奇（Antony Paul Golec，1990年5月29日—），是一名克罗地亚裔澳洲足球运动员，现效力于澳大利亞職業足球聯賽球队麥克阿瑟。

## 俱乐部生涯
戈莱奇出自新南威尔士州联赛球队悉尼联，2008年加盟澳职球队悉尼FC，同年10月25日，他在悉尼FC和墨尔本胜利的比赛出场，首次在职业联赛亮相。 虽然被认为是有潜力的年轻球员，但他在悉尼FC的出场时间寥寥。2011年9月26日，他和另一支澳职球队阿德莱德联签约一年。 2012年3月19日，他和阿德莱德联续约两年。
2014年1月初，阿德莱德联宣布戈莱奇转投中国足球超级联赛球队辽宁宏运。 但由于戈莱奇未能通过辽宁方面的体检，最终没有转会成功。2014年2月4日，阿德莱德联解约戈莱奇。 同一天，他加盟另一支澳职球队西悉尼漫游者，但由于西悉尼的报名名额限制，他无法代表球队参加2013/14赛季澳职联赛，而只能参加2014年亚足联冠军联赛。